# 槙尾ユウスケ
槙尾 ユウスケ（まきお ユウスケ、1980年12月5日 - ）は、日本のお笑いタレントで、サンミュージックプロダクションプロジェクトGET所属のお笑いコンビかもめんたる（旧名：劇団イワサキマキオ）のメンバー。広島県安芸郡坂町出身。早稲田実業学校高等部、早稲田大学第一文学部演劇映像専攻卒業。本名は槙尾 祐介（読み同じ）。
元『WAGE』メンバーであり、当時アミューズに所属。かもめんたる相方の岩崎う大も、元WAGEメンバー。

## 人物
- 血液型B型[2]。身長165.5cm、体重59kg[4]。B：87cm、W：80cm、H：89cm[4]。靴のサイズ25cm[4]。
- 特技は女装[2]とカレー作り。
- 趣味は即興演劇と釣りと旅行と野球とお参り。
- 好きなものは甘いものと宇宙の話。
- 嫌いなものは蚊。
- 好きなタイプは目が特徴的な人。
- お笑いコンビ「かもめんたる」として『キングオブコント2013』優勝[2]。
- 広島東洋カープファン。
- 2012年9月に一般女性と結婚。2014年1月に第一子男児が誕生[5]。
- 2020年より三軒茶屋にてスパイスカレー専門店「三軒茶屋カリガリ マキオカリー」の店主を務めている[6]。いわゆる間借り営業形式で、始めたきっかけに新型コロナウイルスの影響があった[7]。開店前にカリガリ赤坂店で3か月修行をし、食品衛生責任者も取得[7]。槙尾本人、後輩芸人が交代で出勤して接客している。
  - 系列店として、ステレオタイフーン・はなちゃんが店長の四谷店[8]、エルシャラカーニ・山本しろうが店長の新宿店[9]もあったが、コロナ禍と物価高騰が理由で2022年に閉店した[10]。
  - 2021年にはハンジロウ・たーにーが店長の五反田店が開店[11]。翌2022年にはハンジロウ・しゅうごパークが店長の上野店が開店している[12]。2023年にはチェリーボンボン・ロリィタ族。が店長の駒沢大学店が開店した[13]が、翌2024年に閉店。

## 舞台
- WAGE LIVE TEN（2004年4月）
- WAGE LIVE GO！GO！HAWAII（2004年8月）
- WAGE LIVE 白と黒（2004年12月）
- WAGE LIVE ぐるり（2005年3月）
- WAGE LIVE キャラフルパンツ（2005年8月）
- AMUSE プレステージ公演 VOL.2（2005年10月）
- AMUSE プレステージ公演 VOL.3（2006年2月）
- WAGE LIVE W - ダブル（2006年3月）
- PURES 終わらない僕たちの夜（2006年5月）
- K's PRODUCE クリスマスナイツ（2006年12月）
- K's PRODUCE 水流月の島（2007年6月）
- 舞台「アンフェアな月」第2弾「〜刑事・雪平夏見シリーズ〜『殺してもいい命』」2019年6月21日-30日、東京都 サンシャイン劇場）
- カープ道 PRESENTS 劇団マージブル第6回作品「胸キュン注意報」（2019年8月1日-3日、ひと・まちプラザ北棟6Fマルチメディアスタジオ）
- ニッポン放送開局70周年記念公演「鴨川ホルモー、ワンスモア」（2024年4月 - 5月）[14]

## 出演
コンビでの出演は、かもめんたるの項を参照。

### テレビ
- パペッツの回路 （2000年4月）
- コスモ★エンジェル（2002年10月、東海テレビ・BSフジ）
- 笑林寺2（2003年7月 - 12月、TBS、）
- お笑いCDTV（2004年1月、TBS）
- エンタの神様（2004年1月、日本テレビ）
- めざましテレビ 〜ワールドキャラバン〜 トラベラー （2004年9月 - 2005年9月、フジテレビ）
- ゼベック・オンライン（東京MXTV）
- オールスター後夜祭（2018年4月1日、10月7日[15]、2019年4月7日[16]、TBS）
  - 2018年秋（第2回）の放送では、平井“ファラオ”光（馬鹿よ貴方は）の『本日の相方』として出演した。

### ドラマ
- 燃えろ!!ロボコン（1999年、テレビ朝日）
- 名古屋嬢の恋（2008年8月31日・9月1日、東海テレビ）
- 婚カツ! 第2話・第7話（2009年4月 - 6月、フジテレビ） - 合コンの司会者 役
- 東野圭吾ミステリーズ 最終話（2012年9月20日、フジテレビ）
- 雨天中止ナイン（2014年5月12日 - 6月2日、テレビ東京） - マキオ 役[17]
- 怪奇恋愛作戦（2015年1月 - 3月、テレビ東京） - 巡査B 役
- 新・牡丹と薔薇 第38話（2016年1月26日、東海テレビ・フジテレビ系）- 披露宴会場司会者 役
- スペシャリスト 第3話（2016年1月28日、テレビ朝日） - バケちゃん 役
- わたしを離さないで 最終話（2016年3月18日、TBS） - 少年サッカーの父兄 役 [18]
- 日曜プライム 庶務行員 多加賀主水が許さない4（2020年2月16日、テレビ朝日） - 八雲新次郎
- 記憶捜査〜新宿東署事件ファイル〜 シーズン2 第3話（2020年11月6日、テレビ東京）- アリサ 役（ニューハーフ・バー『RÊVE』のママ）
- 晩酌の流儀2 第6話（2023年8月12日、テレビ東京） - 影山 役[19]

### 映画
- 奴隷区 僕と23人の奴隷（ティ・ジョイ、2014年6月28日公開）- 板橋ゲッコウ 役
- 内村さまぁ〜ず THE MOVIE エンジェル（2015年9月11日公開）
- 田沼旅館の奇跡（KATSU-do、2015年12月5日）- 野毛 役
- 仮面ライダー1号（東映、2016年3月26日） - ショッカー戦闘員 役

### ラジオ
- WAGEのクチ×コミ （TBSラジオ、2004年12月 - 2006年3月）
- Metro pop （TOKYO FM、2006年4月 - 10月） - 中継レポーター

### 舞台
- 舞台『エグ女2025』（2025年10月3日 - 5日〈予定〉、日本青年館ホール）[20]

### CM
- マクドナルド えびチキ編（2005年12月 - 2006年1月）

### ネット配信
- ジグザグジギーのすやすや寝るすや #11（2013年9月25日、ニコジョッキー）
- 東京彼女 1月号（2024年1月8日 - 、YouTube） - ワタナベ 役[21]

### ミュージックビデオ
- 藤岡みなみ&ザ・モローンズ「おねがい徒歩圏内」（2015年3月）

### VHS・DVD
- WAGE LIVE 白と黒（2005年）
- マジ☆ワラ vol.5（2005年）
- エンタの神様 ベストセレクション Vol.6（2005年）